# Клапків Михайло Семенович
Клапків Михайло Семенович (нар. 3 липня 1949, Великі Чорнокінці — пом. 12 грудня 2002, Тернопіль) — український вчений-економіст.

## Біографія
Народився в с. Великі Чорнокінці Чортківського району Тернопільської області.
У 1972 р. з відзнакою закінчив Тернопільський фінансово-економічний інститут. Професійну діяльність у галузі страхової науки розпочав у 1975 р, обравши темою кандидатської дисертації дослідження фінансових проблем соціального страхування, котру успішно захистив у 1979 році. З цього час він пов'язав своє життя з Тернопільським національним економічним університетом, де пропрацював  понад 30 років. Викладацьку діяльність почав у 1980 році з читання лекцій з дисциплін страхового циклу студентам спеціалізації «Страхування». З 1982 року — доцент кафедри фінансів, а з квітня 1984 року був призначений заступником декана фінансово-економічного факультету. Згодом виступив з ініціативою відкриття окремої випускової кафедри страхування, яка розпочала діяльність із вересня 1985 р. як перша кафедра страхування у колишньому СРСР.
Підготував докторську дисертацію на тему «Страхування фінансових ризиків у підприємницькій діяльності».
В час, коли про інтеграцію вітчизняної науки та освіти в європейську ніхто не мав і гадки, а про Болонську декларацію й не мріяли, свій досвід і знання Михайло Семенович передавав і іноземним студентам. В 1987 році на запрошення Польського уряду працював у Польщі, де в Інституті страхування і превенції Вищої інженерної школи в Радомі протягом 5 років виконував навчальну і науково-дослідну роботу. На сьогодні, це Katedra Finansów i Ubezpieczeń Uniwersytetu Technologiczno-Humanistycznego im. Kazimierza Pułaskiego w Radomiu .
Після повернення у 1991 р. із зарубіжного відрядження очолив кафедру страхування в Тернопільському інституті народного господарства (нині — ТНЕУ).
Як справжній науковець, Михайло Семенович використовував різні форми підвищення свого професійного рівня. Протягом кількох років працював за сумісництвом керівником страхового акціонерного товариства «Карпатія». Незважаючи на академічну критичність, завжди дотримувався істини: страховий бізнес своєї країни характеризував у не дуже похмурих відтінках; у нього була відсутня зайва тенденційність в оцінці періоду розбудови страхового ринку незалежної України; його погляди на майбутнє страхової сфери були завжди оптимістичними.
У 1992 р. підвищував кваліфікацію за програмою страхового менеджменту, яку реалізував у Польщі лондонський Центр страхування та інвестицій спільно з варшавським Інститутом страхової та банківської справи. Був учасником багатьох вітчизняних та міжнародних наукових конференцій з проблем страхування. У 1996 р. стажувався у страхових установах Нідерландів та Великої Британії. Неодноразово проводив навчальні семінари на тему страхування підприємницьких та фінансових ризиків, організаторами яких виступили Український центр навчання страховій справі при фінансово-банківській школі КНЕУ й Центр підготовки і перепідготовки кадрів та інформаційно-аналітичного забезпечення страхової діяльності(НСТИТУТ ПІСЛЯДИПЛОМНОЇ ОСВІТИ ТА БІЗНЕСУ [Архівовано 10 Жовтня 2019 у Wayback Machine.]). Співавтор нормативної програми дисципліни «Страхування» фундаментального циклу освітньо-професійної підготовки бакалаврів з економіки та підприємництва. Був членом редакційних рад фахових українських журналів «Финансовые услуги» та «Вісник страхового ринку України».

## Наукова спадщина
Наукова спадщина вченого доволі різноманітна. Його фундаментальні праці — монографії Кредитно-страховий альянс (1995 р.), Страхування фінансових ризиків (2002 р.), Витоки національного страхового ринку України (2003 р.) користуються неабиякою популярністю серед студентства, професорсько-викладацького складу, фахівців-практиків, адже розкривають глибинну сутність страхових процесів. Стиль викладу результатів наукових досліджень вченого переконує у завершеності думок, в яких простежується не тільки глибоке мислення, але й відчуття кожної думки своїм єством.